# Delafloxacine
La delafloxacine est un antibiotique de la classe des quinolones. 

## Usage médical
La delafloxacine est un antibiotique utilisé pour traiter les infections bactériennes de la peau et des structures cutanées . Il est généralement efficace contre le staphylococcus aureus résistant à la méticilline et le Pseudomonas. Le médicament peut être administré par voie orale ou par injection intraveineuse.

## Effets secondaires
Les effets secondaires de ce médicament comprennent la diarrhée ou les nausées. D'autres effets secondaires peuvent inclure une tendinite, une neuropathie périphérique, une psychose, une infection à Clostridioides difficile ou une anaphylaxie . La sécurité pendant la grossesse n'est pas claire.

## Histoire
Le médicament  a été approuvée pour un usage médical aux États-Unis en 2017 et en Europe en 2019,. Au Royaume-Uni, cinq jours de traitement coûtent au NHS environ 615 livres sterling à partir de 2021. Ce montant aux États-Unis est d'environ 760 dollars américains .